# Karol Konaszewski
Karol Konaszewski (ur. 1985) – polski pedagog i kryminolog, doktor habilitowany nauk społecznych, profesor uczelni w jednostce Wydział Nauk o Edukacji Uniwersytetu w Białymstoku.

## Życiorys
W 2009 ukończył magisterskie studia pedagogiczne na Uniwersytecie w Białymstoku, a w 2015 magisterskie studia kryminologiczne na Wydziale Stosowanych Nauk Społecznych i Resocjalizacji Uniwersytetu Warszawskiego. W 2016 na Uniwersytecie w Białymstoku otrzymał stopień naukowy doktora nauk społecznych. W 2021 roku na podstawie dorobku naukowego oraz rozprawy pt. „Pedagogika wrażliwa na resilience. Studium teoretyczno-empiryczne” uzyskał stopień doktora habilitowanego nauk społecznych. Pracuje na Wydziale Nauk o Edukacji Uniwersytetu w Białymstoku. W 2021 ukończył także studia doktoranckie w Instytucie Psychologii Polskiej Akademii Nauk.